# Iglesia de San Pedro (Ese de Calleras)
La Iglesia de San Pedro de Ese de Calleras se encuentra en el pueblo de Ese de Calleras, parroquia de Calleras, en el concejo de Tineo (Principado de Asturias, España).
No se tienen datos sobre la antigua iglesia y hasta nuestros días sólo ha llegado una pequeña ventana prerrománica.

## Imágenes

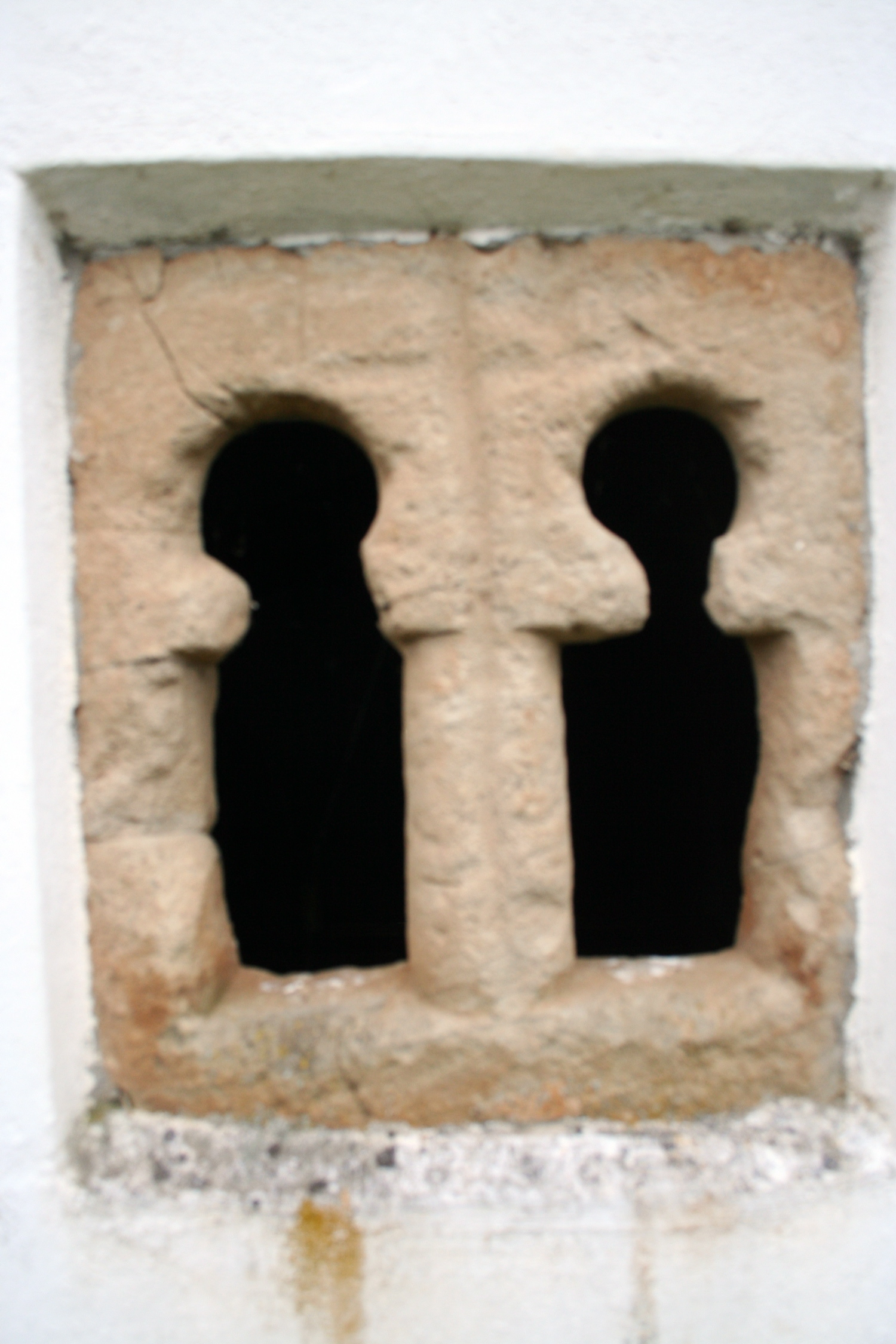
Ventana prerrománica.
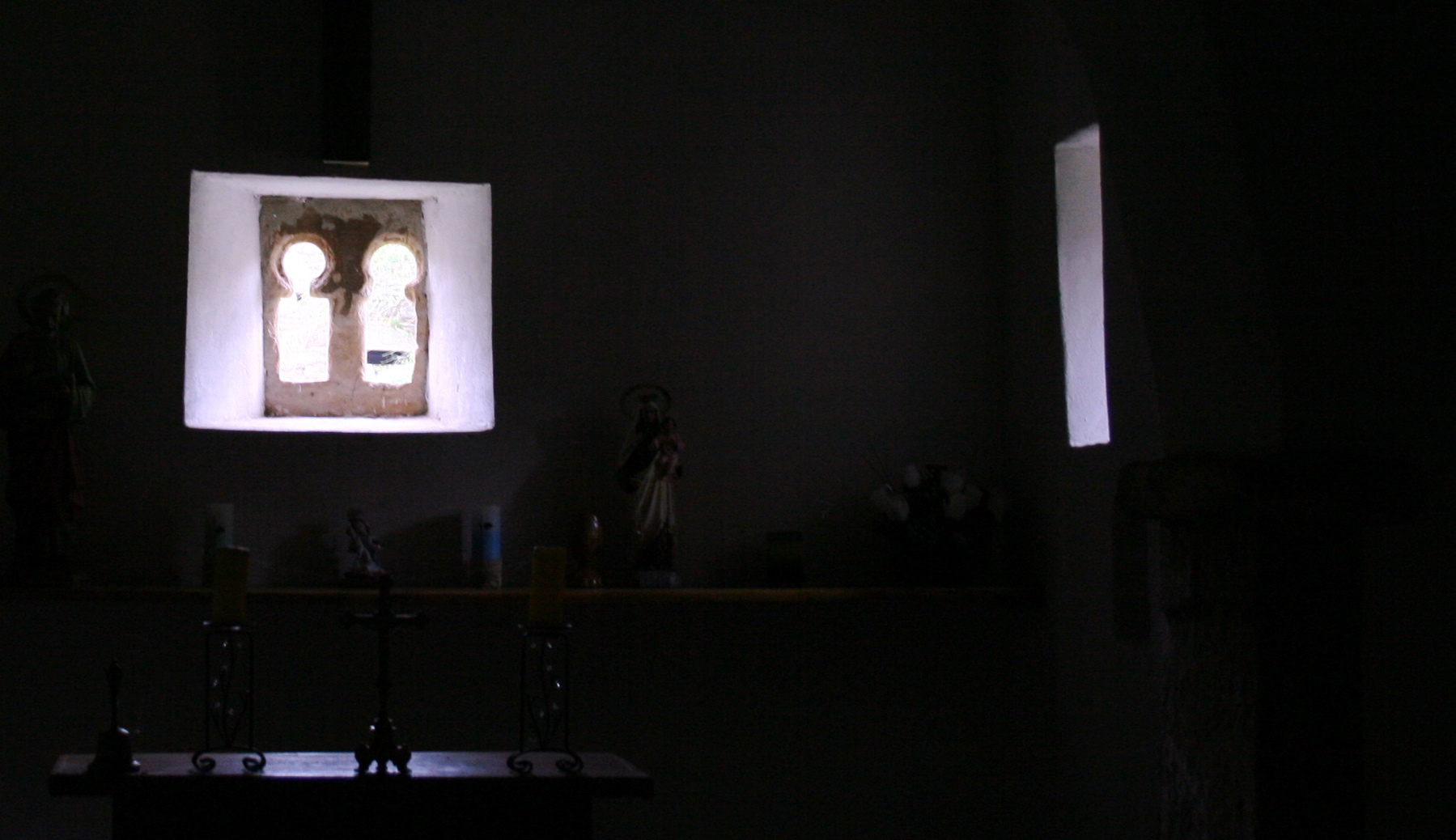
Vista desde dentro del templo de la ventana prerrománica.